# Governatorato di Ibb
Ibb (in arabo: إب) è un governatorato dello Yemen. 
Si trova nella parte interna del sud del paese, confinando a sud-est con il governatorato di Ta'izz, ad est con governatorato di al-Bayda' e ad ovest con il governatorato di Dhamar.
Ha un'area di 5.344 km² e una popolazione di 2.137.546 abitanti, che lo rendono il governatorato più densamente popolato dello Yemen, dopo San'a.
La sua capitale è Ibb, che con Jibla, sono le città più importanti dal punto di vista storico della regione. Il governatorato si trova nella parte sud occidentale dell'altipiano yemenita, con uno spettacolare salto verso la città costiera di Ta'izz. 
Il governatorato è l'area più umida di tutta la Penisola araba e riceve le precipitazioni monsoniche nel periodo tra aprile ed ottobre. Anche se mancano dati certi, si stima che le precipitazioni annue arrivino a 1.000 millilitri, anche se qualcuno sostiene che si raggiungano anche i 1.500 millilitri di precipitazioni l'anno. La temperature sono alte, con una media di 30° Celtius, anche se le notti possono essere abbastanza fredde.
A causa di queste intense precipitazioni, il governatorato di Ibb è anche conosciuto come la "fertile provincia". Eccettuate le zone urbane, quasi tutto il territorio è coltivato, con una grande varietà di colture diverse. Particolarmente importanti sono le colture di qāt; si possono citare anche quelle di frumento, orzo e sesamo. Sofisticati sistemi di gestione delle acque permettono di ottenere raccolti anche nei periodi secchi.
Recentemente la provincia è stata teatro di diversi episodi di rapimenti di turisti, come anche di sit-in di protesta contro il governo yemenita.